# Cape Floral Region
Cape floraregion er en 5.530 km² stor floraregion i den sydvestlige del af Sydafrika, som består af otte forskellige beskyttede naturområder. Regionen er et af verdens artsrigeste områder for planter. Her findes næsten 20% af det afrikanske kontinents flora.
Caperegionen er den eneste del af Afrika syd for Sahara som har middelhavsklima. Regionen har et meget rigt planteliv, og 65% af de ca 9.000 karplantearter, der findes her, er endemiske for regionen. Regionen dækker 6% af arealet i det sydlige Afrika, og 50% af plantearterne. Regionen er vært for 20% af alle plantearter på hele det afrikanske kontinent.

På grund af disse unikke botaniske rigdomme blev en kæde af fredede områder indlemmet i UNESCOs liste over verdensarven i 2004. I begrundelsen heder det, at området har en usædvanlig artstæthed og høj grad af endemisme. Den amerikanske organisation Conservation International har erklæret regionen som et «Biodiversity hotspot».
Verdensarvsområdet består af 8 separate fredede områder på tilsammen 5.530 km², hvilket udgør 6% af planteregionen. Omkring disse områder findes der beskyttede randområder på tilsammen 13.150 km², så det totale fredede arealet udgør 18.680 km². Et af de otte områder er Cape Peninsula National Park nær Cape Town, som omfatter hele Taffelbjerget.
Den vigtigste biotoptype i regionen er fynbos, et karrigt busk- og hedelandskab domineret af sklerofyller: stedsegrønne buske og dværgbuske med hårde blade.
WWF inddeler floraregionen i tre økoregioner: Lavlandets fynbos og renosterveld; højlandets fynbos og renosterveld og Albany thickets, hvor der er større indslag af sukkulenter.
Fynbos (efter afrikaans fine bush) er en biotop som strækker sig i et 100 til 200 km bredt bælte fra byen Clanwilliam på vestkysten til Port Elizabeth i øst. Det er især fynbosbiotopen som udgør regionens botaniske egenart. Af 600 arter i lyngfamilien (Ericaceae) som findes her, er 574 endemiske for fynbos, og kun 26 findes i andre dele af verden. Andre centrale plantefamilier omfatter Restionaceae og Proteaceae.
Regelmæssige skov- og græsbrande er, sammen med tørke, en vigtig præmis for floraen i området, og planterne er tilpasset dette ved at frøene er godt beskyttet ved indkapsling.
Rooibos (Aspalathus linearis), honeybush (Cyclopia spp) og aloe er de økonomisk vigtigste arter i fynbosfloraen.

## Eksterne kilder og henvisninger
- UNEP World Conservation Monitoring Centre: faktaark Arkiveret 8. oktober 2012 hos  Wayback Machine
- grida.no: Fynbos Biome Arkiveret 28. juni 2014 hos  Wayback Machine

- Wikimedia Commons har flere filer relateret til Cape Floral Region